# Gemen

Bild av text som visar skillnaden mellan gemener och versaler.

Gemener är (särskilt använt om tryckt text) den mindre varianten av alfabetets bokstäver, i vardagligt tal benämnda som de "små bokstäverna" (a, b, c...). Alfabetets "stora bokstäver" (A, B, C...) heter versaler. 
Historiskt och inom paleografin benämns en gemen istället med ordet minuskel (pluralis: minuskler) avseende handskrifter. Motsatsen till en minuskel blir i denna kontext en majuskel.
Det latinska alfabetet skrevs ursprungligen som ren majuskelskrift med kantiga former, men ur en mer vardaglig text skriven med romersk kursivskrift växte minuskeln fram i skriftsystem som uncial- och halvuncialskrift. I samband med den karolingiska renässansen vid Karl den stores hov skapades den första minuskelskriften där minuskler användes i den löpande texten och majuskler till anfanger, egennamn och dylikt.
Även andra alfabet, nära besläktade med det latinska, som det grekiska alfabetet och de kyrilliska alfabetena (inklusive det ryska) använder sig av versaler och gemener.

## Etymologi
"Gemen" kommer från tyskans gemein och andra närbesläktade uttryck och betyder ungefär "allmän". Därifrån, via "vanlig", "enkel", "simpel"... har "gemen" kommit att (som adjektiv) få en nervärderande betydelse närmast i klass med "förråad", "tarvlig" eller "avskyvärd".